# Divers
Divers je čtvrté studiové album americké hudebnice Joanny Newsom. Bylo vydáno v říjnu roku 2015 ve vydavatelství Drag City.

## Popis alba
Vydání alba předcházely singlové nahrávky skladeb Sapokanikan a Leaving the City zveřejněné v srpnu a v září roku 2015. Pro skladbu Sapokanikan vznikl rovněž videoklip v režii Paula Thomase Andersona, se kterým Newsom spolupracovala již v roce 2014 při natáčení filmové adaptace románu Thomase Pynchona – Inherent Vice. Tvůrčí proces hudebnici trval rok až dva, které strávila instrumentálními aranžemi a zvukovými nahrávkami. Tvorbu alba označila "za pravděpodobně největší zábavu, kterou při nahrávání zažila." Divers se investicí do časově náročného procesu vzniku odlišovalo od předchozích alb, k čemuž Newsom sdělila: "Myslím, že výsledek má určitou tónovou pestrost, která se liší od všeho, co jsem doposud udělala." Pro instrumentaci skladatelka využila pestrou paletu hudebních nástrojů, vyjma pro ni typické harfy a klavíru také syntezátory Minimoog a Roland Juno-106, polyfonní mellotron, elektrická piana Wurlitzer a Fender Rhodes, elektrické cembalo, dále celestu, santuri, lamelofon typu guitaret ad. Orchestrální doprovod pro skladbu Time, as a Symptom nahráli Filharmonici města Prahy.
Deska byla produkována samotnou zpěvačkou, ve spolupráci s Noahem Georgesonem. Na produkci Divers se podíleli pravidelní spolupracovníci, např. Ryan Francesconi a Dan Cantrell pracovali na hudebních aranžích, Steve Albini měl na starosti zvukové inženýrství, podobně jako na desce Ys. Na desce spolupracoval také skladatel Nico Muhly, který měl na starosti orchestrální aranže skladby Anecdotes, a David Longstreth, který vytvářel aranže pro skladbu Time, as a Symptom.
Newsom napsala texty ke všem skladbám, vyjma lidové písně Same Old Man.
Centrálním motivem přebalu desky je mlhavá krajina evokující dno vodní nádrže, stejně jako vrcholky hor. Rostliny s červenými a bílými květy ustupují hustým mrakům a prosvítající modré obloze. Motiv vychází z fotografie amerického umělce Kima Keevera. Proces tvorby byl založen na vypouštění barevných pigmentů do akvária, které Keever následně fotil jako propracované dioráma.

## Kritická recepce
Album si po svém vydání vysloužilo široký, pozitivní ohlas hudebních recenzentů, výrazně rezonovalo také v českých hudebních kritikách na webu Hospodářských novin, Lidových novin, či na zpravodajském webu Aktualně.cz. Pavel Klusák na webu Lidovky.cz napsal, že Newsom "vytvořila další hluboké album, vlastně cyklus básní stylizovaných do songů." Za centrální téma alba Klusák označil zkušenost s ulpíváním času. "Jako by autorka (právě v Kristových letech) bilancovala, co všechno se se zralostí vytrácí. Nesledujeme žádné jasné příběhy: skladby jsou spíš kontejnery mnoha postřehů a metafor."
Deník The Guardian album zařadil na 10. místo v žebříčku TOP 50 nejlepších alb roku 2015. V podobném žebříčku na hudebním webu Pitchfork se deska Divers umístila na 13. místě za rok 2015.

## Seznam skladeb
| Pořadí         | Název                            | Text           | Délka |
| -------------- | -------------------------------- | -------------- | ----- |
| 1.             | Anecdotes                        |                | 6:27  |
| 2.             | Sapokanikan                      |                | 5:11  |
| 3.             | Leaving the City                 |                | 3:48  |
| 4.             | Goose Eggs                       |                | 5:01  |
| 5.             | Waltz of the 101st Lightborne    |                | 5:22  |
| 6.             | The Things I Say                 |                | 2:35  |
| 7.             | Divers                           |                | 7:07  |
| 8.             | Same Old Man                     | lidová píseň   | 2:26  |
| 9.             | You Will Not Take My Heart Alive |                | 4:01  |
| 10.            | A Pin-Light Bent                 |                | 4:26  |
| 11.            | Time, as a Symptom               |                | 5:28  |
| Celková délka: | Celková délka:                   | Celková délka: | 51:52 |

## Obsazení
- Joanna Newsom – harfa, klavír, zpěv, syntezátor Roland Juno-106, Minimoog, celesta, santuri, mellotron, Wurlitzer, klavichord, Fender Rhodes, elektrické cembalo, elektrické varhany, harmonium, guitaret
- Dan Cantrell – klávesový akordeon, Hammondovy varhany, kanadská pila, klávesy
- Ryan Francesconi – elektrická kytara, baskytara, buzuki, saz
- Kevin Barker – elektrická kytara, banjo
- Judith Linsenberg – zobcová flétna
- Logan Coale – kontrabas
- David Nelson – pozoun
- Andy Strain – pozoun
- Ben Russell – housle
- Rob Moose – housle
- Matthew Slemela – housle
- Nadia Sirota – viola
- Hideaki Adomori – klarinet, basklarinet
- James Smith – anglický roh
- Peter Newsom – bicí
- Neal Morgan – bicí

## Produkce
- Joanna Newsom – produkce, hudební aranže
- Steve Albini – zvukový inženýr
- Ryan Francesconi – hudební aranže, dirigent orchestru
- Noah Georgeson – zvukový inženýr, produkce, mix zvuku
- John Golden – mastering
- Kim Keever – cover art
- Samur Khouja – zvukový inženýr
- Annabel Mehran – fotografie
- Paul Thomas Anderson – fotografie
- Nico Muhly – orchestrální aranže skladby Anecdotes
- David Longstreth – orchestrální aranže skladby Time, as a Symptom
- Peter Newsom – aranže bicích a perkusí
- Neal Morgan – aranže bicích a perkusí
- Kevin Barker – dodatečné aranže
- Dan Osborne – návrhář grafického rozvržení
- Justin Rice – zvukový inženýr
- Sadaharu Yagi – zvukový inženýr